# Disparia diversipectinata
Disparia diversipectinata är en fjärilsart som beskrevs av Felix Bryk 1950. Disparia diversipectinata ingår i släktet Disparia och familjen tandspinnare. Inga underarter finns listade i Catalogue of Life.